# 中野町 (豊橋市)
中野町（なかのちょう）は、愛知県豊橋市の地名。

## 地理
豊橋市中央南西部に位置する。東は草間町、西は中浜町・王ケ崎町、南は駒形町・一色町に接する。

### 字一覧
- 大原（おおはら）[WEB 5]
- 上新切（かみしんきり）[WEB 5]
- 欠（がけ）[WEB 5]
- 平北（たいらきた）[WEB 5]
- 平西（たいらにし）[WEB 5]
- 中原（なかはら）[WEB 5]
- 二本松西（にほんまつにし）[WEB 5]
- 野中（のなか）[WEB 5]

## 歴史

### 人口の変遷
国勢調査による人口および世帯数の推移。
| 1995年（平成7年）  | 806世帯 2212人 |  |
| 2000年（平成12年） | 803世帯 2205人 |  |
| 2005年（平成17年） | 845世帯 2248人 |  |
| 2010年（平成22年） | 820世帯 2089人 |  |
| 2015年（平成27年） | 774世帯 1911人 |  |

## 交通
- 愛知県道豊橋田原線[1]

## 施設
- 国土交通省中部地方整備局豊橋工事事務所[1]
- 豊橋市南部農協磯辺支所[1]
- 南部土地改良区磯辺支所[1]
- 国立豊橋病院[1]
- 看護学校[1]
- 豊橋老人ゲートボール競技場[1]

### WEB
1. ↑  “愛知県豊橋市の町丁・字一覧”.   人口統計ラボ. 2023年4月13日閲覧。
2. ↑  総務省統計局 (2017年1月27日). “平成27年国勢調査の調査結果(e-Stat) - 男女別人口及び世帯数 －町丁・字等” (CSV). 2021年7月21日閲覧。
3. ↑  “愛知県豊橋市の郵便番号一覧”.   日本郵便. 2023年4月13日閲覧。
4. ↑  “市外局番の一覧” (PDF).   総務省 (2022年3月1日). 2022年3月22日閲覧。
5. 1 2 3 4 5 6 7 8  “愛知県豊橋市 住所一覧から地図を検索”.   ONE COMPATH. 2023年8月17日閲覧。
6. ↑  総務省統計局 (2014年3月28日). “平成7年国勢調査の調査結果(e-Stat) - 男女別人口及び世帯数 －町丁・字等” (CSV). 2021年7月20日閲覧。
7. ↑  総務省統計局 (2014年5月30日). “平成12年国勢調査の調査結果(e-Stat) - 男女別人口及び世帯数 －町丁・字等” (CSV). 2021年7月20日閲覧。
8. ↑  総務省統計局 (2014年6月27日). “平成17年国勢調査の調査結果(e-Stat) - 男女別人口及び世帯数 －町丁・字等” (CSV). 2021年7月21日閲覧。
9. ↑  総務省統計局 (2012年1月20日). “平成22年国勢調査の調査結果(e-Stat) - 男女別人口及び世帯数 －町丁・字等” (CSV). 2021年7月21日閲覧。
10. ↑  総務省統計局 (2017年1月27日). “平成27年国勢調査の調査結果(e-Stat) - 男女別人口及び世帯数 －町丁・字等” (CSV). 2021年7月21日閲覧。

### 書籍
1. 1 2 3 4 5 6 7 8 9  「角川日本地名大辞典」編纂委員会 1989, p. 1791.